# Tre Valli Varesine 1925
La Tre Valli Varesine 1925, settima edizione della corsa, si svolse nel 1925 su un percorso di 152 km. La vittoria fu appannaggio dell'italiano Giovanni Tizzoni, che completò il percorso in 5h12'00", precedendo i connazionali Luigi Magnotti e Aniceto Cattaneo.

## Ordine d'arrivo (Top 10)
| Pos. | Corridore        | Squadra | Tempo    |
| ---- | ---------------- | ------- | -------- |
| 1    | Giovanni Tizzoni | -       | 5h12'00" |
| 2    | Luigi Magnotti   | -       | s.t.     |
| 3    | Aniceto Cattaneo | -       | s.t.     |
| 4    | Luigi Mayer      | -       | s.t.     |
| 5    | B. Orlandi       | -       | s.t.     |
| 6    | Carlo Colombo    | -       | s.t.     |
| 7    | Cermesoni        | -       | s.t.     |
| 8    | Ambrogio Valli   | -       | s.t.     |
| 9    | Palmiro Cassoni  | -       | s.t.     |
| 10   | Carlo Milani     | -       | s.t.     |